# Orophea thomsonii
Orophea thomsonii är en kirimojaväxtart som beskrevs av Richard Henry Beddome. Orophea thomsonii ingår i släktet Orophea och familjen kirimojaväxter. Inga underarter finns listade i Catalogue of Life.